# Барсук (селище)
Барсу́к (рос. Барсук) — селище у складі Міждуріченського міського округу Кемеровської області, Росія.

## Населення
Населення — 13 осіб (2010; 4 у 2002).
Національний склад (станом на 2002 рік):
- росіяни — 100 %